# Maria Renucci
Maria Renucci, née le 22 juin 1904 à Petreto-Bicchisano et morte le 23 juin 1979 à Perpignan, est une enseignante et militante française.

## Biographie

### Enfance et formation
Elle est la fille d’enseignants, Jean-Baptiste Renucci et Marie Nicolette Vinciguerra. Ses parents décédant très tôt, Maria Renucci doit élever ses frères.
Elle entre à l’école normale en 1922, obtint le brevet supérieur en juin 1925 et devint institutrice en 1925.

### Carrière
Elle milite en 1935 à la SFIO dans le Groupe bolchevik-léniniste qui rassemblait les trotskystes. Après l’exclusion de cette tendance à la fin de 1935, elle participa le 2 juin 1936 à la création du Parti ouvrier internationaliste.

### Vie de famille
Le 28 juillet 1938, elle épouse Jean Rous,.